# سیرن

سیرن یا سایرن (به یونانی: Σειρήν)، یا نیمف دریایی اساطیر یونان، گاهی به صورت موجودی با بدن یک پرنده و سر یک زن، و در سایر موارد به شکل تنها یک زن تصویر شده‌است. آن‌ها سه نیمف دریایی بودند که ملوانان را با آوازهای احساس‌برانگیز خود طلسم کرده و به کام مرگ می‌کشاندند. آن‌ها در ابتدا به عنوان کنیزان ملکهٔ جهان زیرزمینی پرسفونه به‌شمار می‌رفتند.
سیرن‌ها دختران ایزد دریا فورسیس بوده‌اند، هرچند در نسخهٔ دیگری از اساطیر، پدرشان خدای نهر، آکلوس دانسته شده‌است. آن‌ها آوازی بسیار زیبا و فریبنده داشتند و دریانوردان را با آوای خود گمراه کرده و به کام صخره‌های مرگ‌آوری که بر روی آن آواز می‌خواندند، می‌کشیدند. اودیسیوس، قهرمان افسانه‌ای یونان، توانست بدون هیچ خطری از جزیره آنان بگذرد، از آنرو که طبق نصیحت کیرکه ساحره، او از همراهانش خواست تا گوشهایشان را با موم پرکرده و او را محکم به دکل کشتی ببندند تا با اغوای آنان کشتی را به بیراهه نکشاند و بی هیچ خطری بتواند آواز آنان را بشنود. طبق افسانه‌ای دیگر، دسته‌ای از پهلوانان موسوم به آرگونوت‌ها نیز موفق به عبور از گذرگاه سیرن‌ها شدند، چرا که آوازه‌خوانی به نام اورفئوس که در سفر با کشتی آنان آرگو، همراهیشان می‌کرد به‌قدری آوازهای دلنشین و آسمانی خواند که کسی به حوریان گوش نسپرد. بنا به برخی افسانه‌های بعدی، سیرن‌ها ناکام از گریختن اودیسیوس یا پیروزی اورفئوس، خود را به دریا افکنده و نابود شدند.
بر طبق گفته‌های اوید (شاعر رومی)، آنان زنان بسیار زیبا و هم باز پرسفون و هنگام ربوده شدن پیش او بودند و به علت اینکه آن‌ها در ربوده شدن او هیچ دخالتی نکردند، دمتر آن‌ها را به پرنده‌هایی با سری شبیه به سر زنان تبدیل کرد.

## نگارخانه

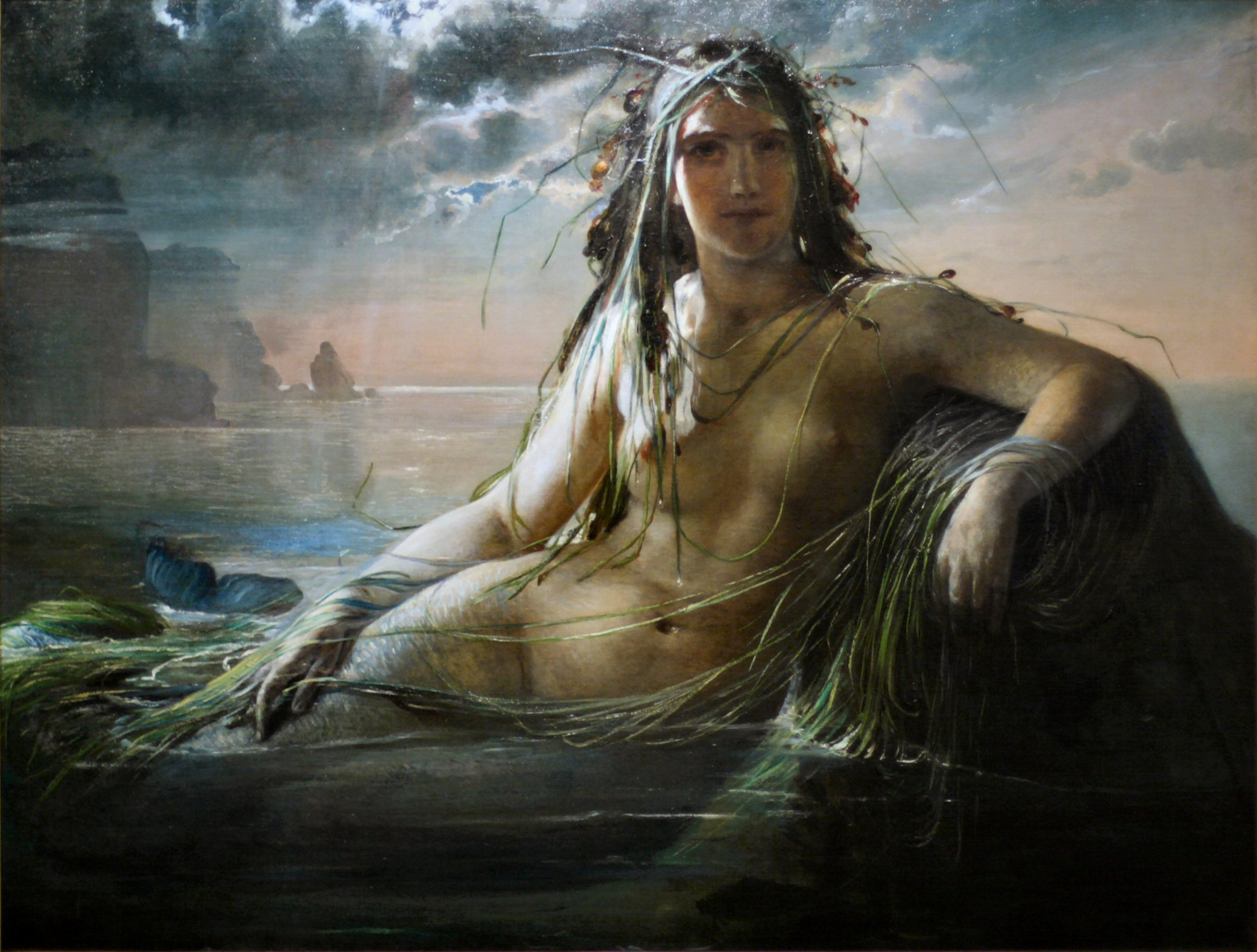
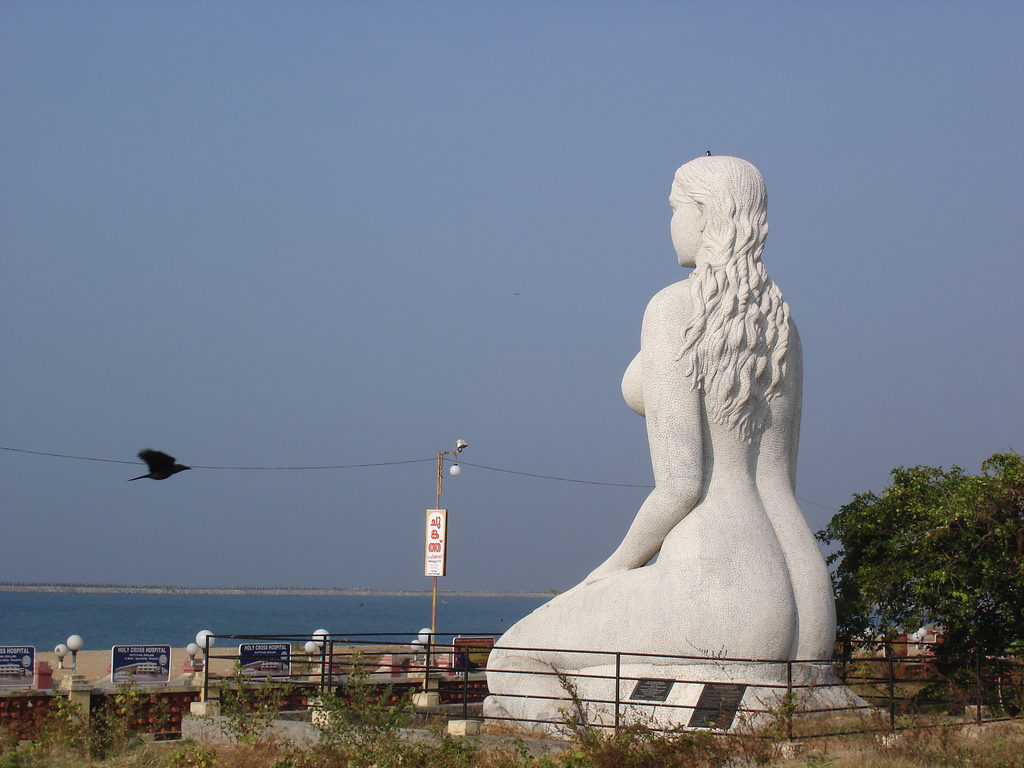
مجسمه پری دریایی در ساحل کولام، هند
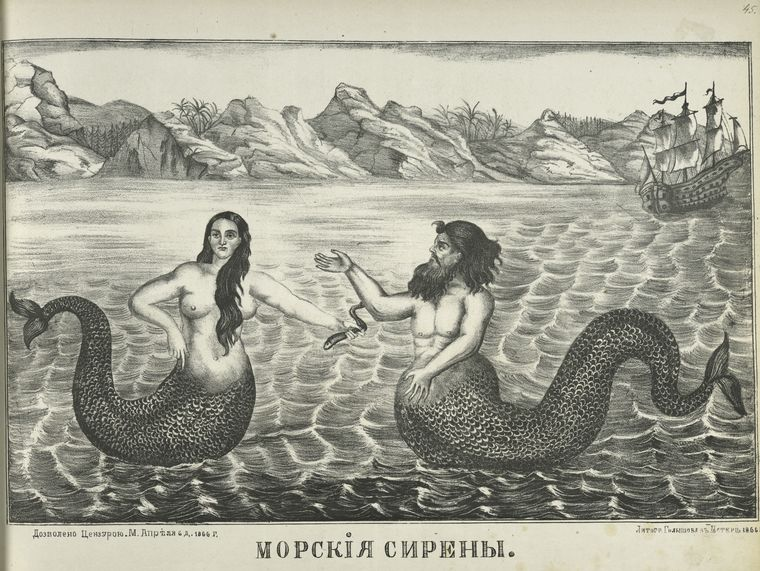
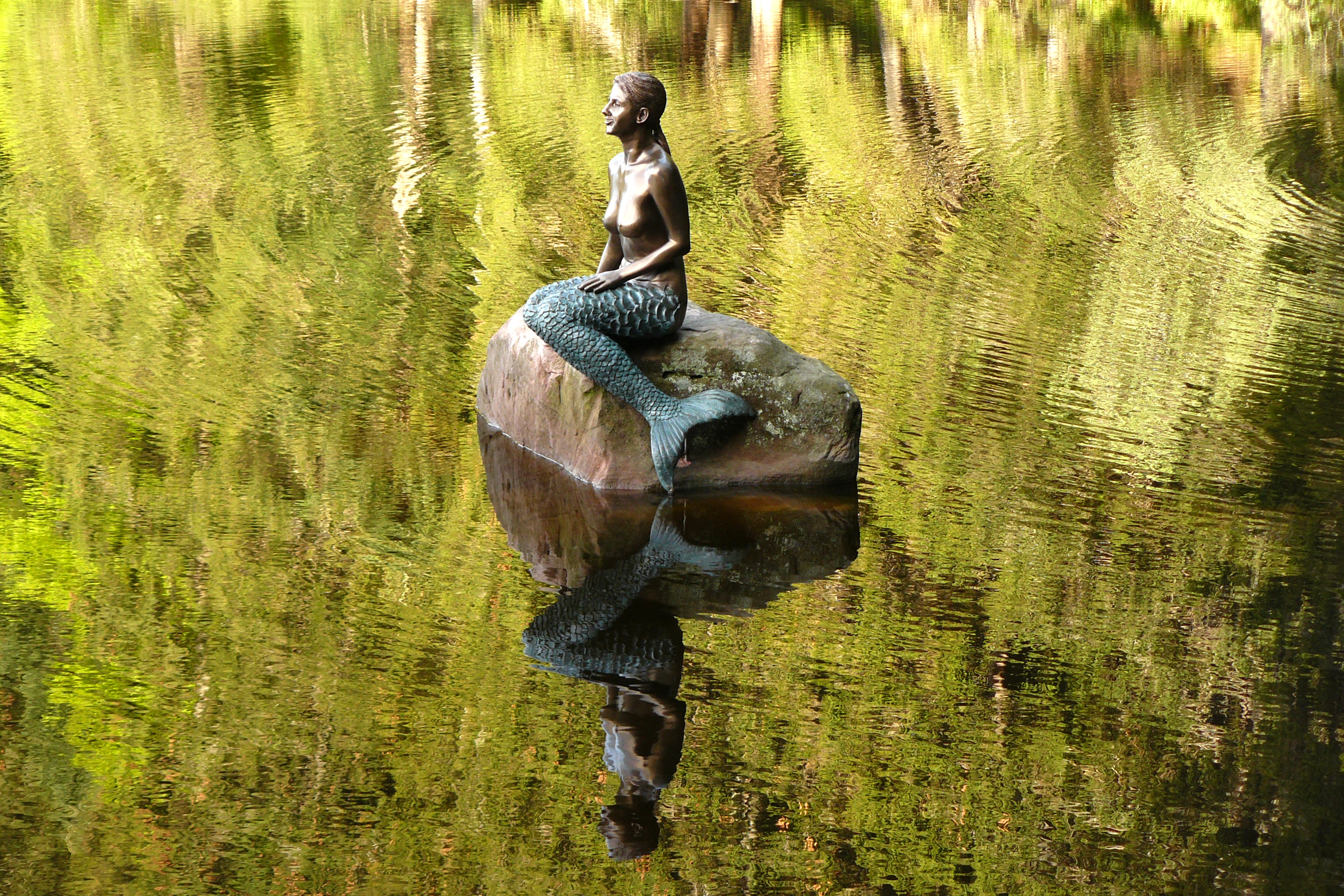
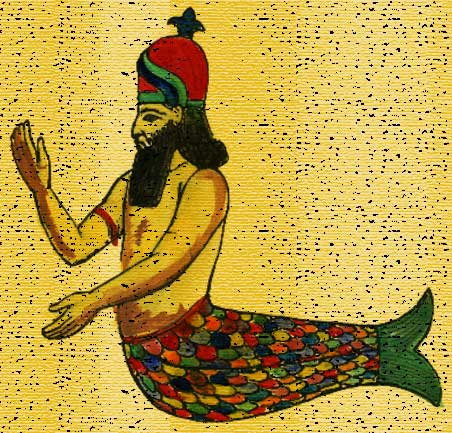
Oannes موجودی شبیه به پری دریایی
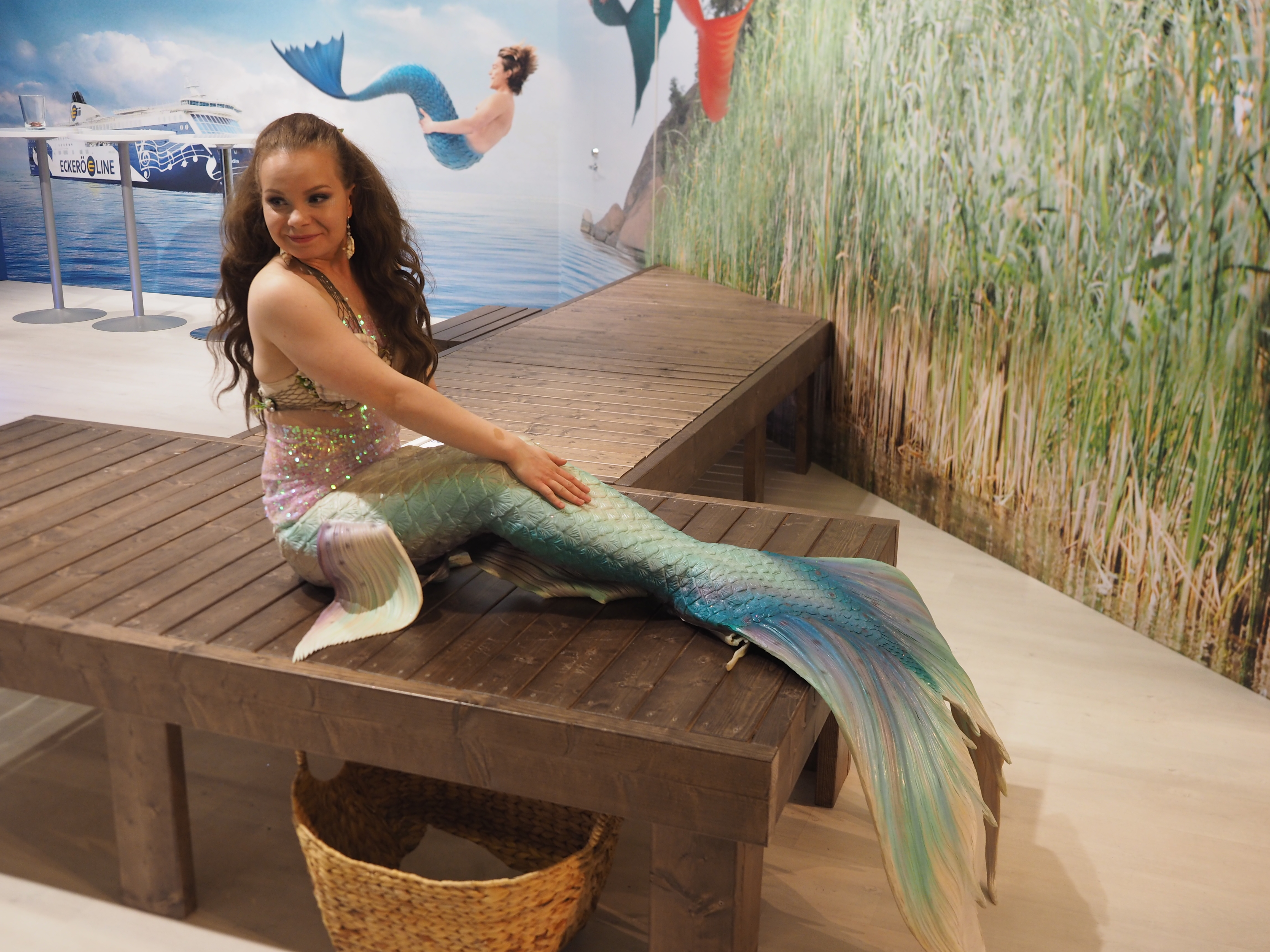
دختری درحال پوشیدن لباس مرمید (mermaid)